# Милан Кундера
Мѝлан Ку̀ндера (на чешки: Milan Kundera) е чешки писател, който през 1975 г. емигрира във Франция. Автор е на книги както на чешки език, така и на френски език. Най-известни сред тях са Шегата (1967), Книга за смеха и забравата (1979) и Непосилната лекота на битието (1984).

## Биография
Милан Кундера е роден на 1 април 1929 г. в района „Кралово поле“ на моравския град Бърно (Чехословакия). Баща му, Лудвик Кундера, е известен музиколог и пианист, ученик на композитора Леош Яначек и ръководител на Музикалната академия „Яначек“ в Бърно от 1948 до 1961 г. Самият Милан Кундера свири на пиано и известно време изучава музикология и музикална композиция.
Кундера завършва средното си образование в Бърно през 1948 г. и същата година става член на Чехословашката комунистическа партия. Учи една година в Карловия университет в Прага, след което се прехвърля във Филмовия и телевизионен факултет на Академията за сценични изкуства в Прага. През 1950 г. е изключен от Комунистическата партия за „антипартийна дейност“ и за кратко прекъсва следването си. През 1952 г. завършва Академията и преподава в нея история на западноевропейските литератури.
През 1956 г. членството на Милан Кундера в Комунистическата партия е възстановено. Той е един от известните интелектуалци по време на Пражката пролет, период на либерализация на режима през 1968 г. Изказванията му срещу окупацията на страната от войски на Варшавския договор довеждат до забрана за публикуването на негови произведения и до повторното му изключване от Комунистическата партия през 1970 г. През 1975 г. Кундера е поканен да преподава в университета в Рен, Франция. За да му позволят да замине, пред тогавашното ръководство на Чехословашката комунистическа партия за него се застъпва лично съпругата на френския президент.
Четвъртият роман на Кундера е „Книга за смеха и забравата“ (1978). Именно това е и книгата, заради която през 1979 г. чехословашкото правителство лишава писателя от чехословашкото му гражданство. След този период книгите му са забранени за издаване в Чехословакия.
През 1981 г. Кундера получава френско гражданство. Живее в Париж.
От началото на 90-те години на XX в. Кундера пише на френски.
През 2009 г. Кундера става почетен гражданин на гр. Бърно, неговия роден град.
През 2019 г. властите в Чехия връщат чешкото гражданство на Кундера. Срещата с посланика на Чехия Петр Друлак става в дома на писателя във Франция. На тази среща посланикът се извинява от името на цяла Чехия „за нападките, на които писателят е бил подложен през годините“.
Умира на 11 юли 2023 г.

## Творчество
Кундура пише първите си стихове още на 19 години. През 50-те години на ХХ век издава три стихосбирки, от които по-късно се отказва. Публикува първите си разкази в началото на 60-те години, през 1963 г. излиза от печат първият му сборник с разкази „Смешни любови“, последван от „Втора тетрадка смешни любови“ (1965) и „Трета тетрадка смешни любови“ (1968). През 1965 г. дописва романа „Шегата“, който близо две години се чете само като ръкопис от приятели и анонимни читатели. Книгата е издадена две години по-късно и се радва на изключителен успех. Той се засилва след филмирането на книгата през 1968 г. от режисьора Яромил Иреш.

## Награди и отличия
- Държавна награда „Клемент Готвалд“ за драматургия (1964)
- Награда на Съюза на писателите на Чехословакия (1968)
- Награда „Медиси“ за най-добър чуждестранен роман, публикуван във Франция (Животът е другаде, 1973)
- Литературна награда „Мондело“ за романа Валс на раздяла (1978)
- Common Wealth Award за цялостно творчество за Книга за смеха и забравата (1981)
- Европейска награда за литература (1982)
- Doctor honoris causa на Мичиганския университет, САЩ (1983)
- Йерусалимска награда за свобода на индивидите в обществото (1985)
- Награда на критиката на Френската академия за Изкуството на романа (1987)
- Международна литературна награда „Нели Закс“ (1987)
- Австрийска държавна награда за европейска литература (1987)
- Рицар на френския Орден на Почетния легион (1990)
- Първа награда за чуждестранна литература на английския всекидневник The Independent (1991)
- Награда на Международния литературен фестивал във Виленица (1992))
- Награда „Ярослав Сайферт“ за Безсмъртие (1994)
- Чешки медал за заслуги (1995)
- Хердерова награда на Виенския университет (2000)[7]
- Литературна награда на град Бърно (2005)
- Награда „Ладислав Фукс“ на Академията за чешка литература (2006)
- Държавна награда за литература на Чешката република (връчена на 28 октомври 2007)[8]
- Световна награда „Чино дел Лука“ (2009)
- Почетен гражданин на град Бърно (2010)
- Литературна награда „Овидий“ в Констанца (2011)[9]

### Поезия
- Човекът широка градина (1953)
- Последният май (1955)
- Монолози (1957)

### Есеистика (публикувана в Чехословакия)
- Изкуството на романа. Пътят на Владислав Ванчура към голямата епика (1960)

### Книги с есета, написани на френски език
- L'Art du roman (1986)
„Изкуството на романа“ (2007; ISBN 978-954-529-494-5)
- Завети и предателства (1993)
- Завесата (2001)

### Романи и разкази
- Žert (1967)
„Шегата“ (2001; ISBN 954-529-195-8)
- Směšné lásky (1963, 1965, 1968)
„Смешни любови“ (1995; ISBN 954-445-322-9)
„Смешни любови“ (2005; ISBN 954-529-340-3)
- Животът е другаде (1971)
- Valčík na rozloučenou (1976)
„Валс на раздяла“ (1992; ISBN 954-418-015-Х)
„Валс на раздяла“ (2005; ISBN 954-529-417-5)
- Kniha smíchu a zapomnění (1979)
„Книга за смеха и забравата“ (2001; ISBN 954-529-200-8)
- Nesnesitelná lehkost bytí (1984)
„Непосилната лекота на битието“ (2000; ISBN 954-529-151-6)
- Nesmrtelnost (1990)
„Безсмъртие“ (2007)
- La Lenteur (1993)
„Бавността“ (1999; ISBN 954-07-1101-0)
- L'Identité (1998)
„Самоличност“ (2001; ISBN 954-529-220-2)
- L'Ignorance (2000)
„Незнанието“ (2004; ISBN 954-529-301-2)

## За него
- Григоров, Добромир. Милан Кундера и познанието на романа.   София, ИК Колибри, 2001. ISBN 954-529-196-6.